# 日本鍍金材料協同組合
日本鍍金材料協同組合（略称・鍍材協/とざいきょう）は、昭和43年1月26日（創立・昭和22年11月1日）に設立された、めっき薬品・材料・機械設備の販売、または製造を行う企業で組織された事業協同組合。組合員企業や関連企業に表面処理技術・情報の提供を行い、毎年1月、表面技術要素展「SURTECH」を開催。
理事長は西山雅憲（2016年2月現在）。

## 概要
組合員の相互協力により、経済的地位の向上、鍍金業界の発展を図る。
また、鍍金の特性と深さをより多くの方に広める。

## 鍍材協による発行物
- 月刊情報誌「鍍金の世界」
- 表面処理機材カタログ「マテリアル」
- 技術書「めっき技術ガイド」
- 技術便覧付「めっき手帳」